# FK Třinec
Le FK Třinec est un club tchèque de football basé dans la ville de Třinec en Tchéquie, et fondé en 1921.

## Histoire
Le FK Fotbal Třinec est fondé en 1921 sous ne nom de KS Siła Trzyniec, par des membres de la ville de Třinec originaires de Pologne.
Evoluant en troisième division tchèque lors de la saison 2012-2013, le club est sacré champion cette saison-là et évolue en deuxième division depuis.

### Historique des noms
- KS Siła Trzyniec (1921–1923)
- SK Třinec (1923–1937)
- SK TŽ Třinec (1937–1950)
- Sokol Železárny Třinec (1950–1952)
- TŽ Třinec (1952–1953) (fusion avec le KS Siła Trzyniec)
- DSO Baník Třinec (1953–1958)
- TJ TŽ Třinec (1958–1993)
- SK Železárny Třinec (1993–2000)
- FK Fotbal Třinec (2000-2022)
- FK Třinec (depuis 2022)